# Brazzeïne

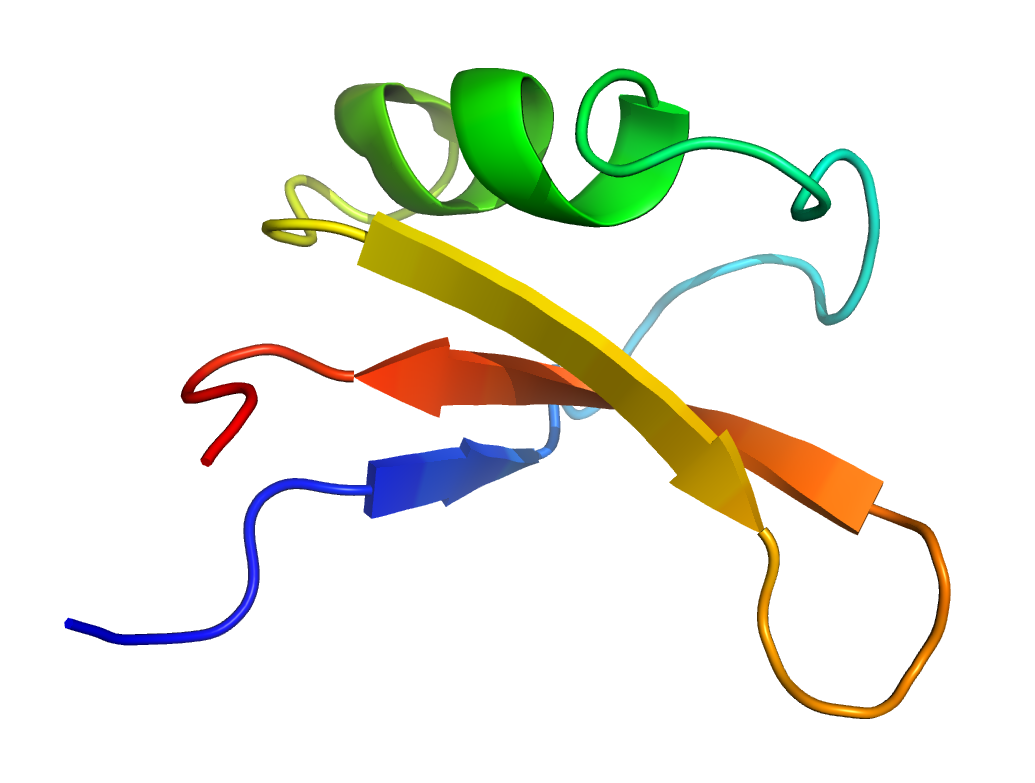
Structuur van het Brazzeïneproteïne

Brazzeïne is een sterke zoetstof. Het is een eiwit dat geïsoleerd kan worden uit de West-Afrikaanse plant Pentadiplandra brazzeana.
Brazzeïne is 500 tot 2000 maal zoeter dan suiker en is daarmee vergelijkbaar met kunstmatige zoetstoffen als aspartaam en sucralose. Brazzeïne is niet de enige sterke natuurlijke zoetstof; andere sterke natuurlijke zoetstoffen zijn monelline en thaumatine.
Omdat de stof in de natuur voorkomt, het goed bestand is tegen verwarming in tegenstelling tot aspartaam, een smaak heeft die zeer dicht bij die van sacharose komt, zijn goede oplosbaarheid in water en zijn lage caloriegehalte is deze zoetstof interessant voor toepassing in de voedingsmiddelenindustrie.

## Ontdekking
De plant groeit in Gabon en Kameroen. De bessen van de plant smaken zeer zoet en wordt zowel door apen als de lokale bewoners gegeten. Het wordt door de lokale bevolking "oubli" genoemd.
In 1994 werd de zoetstof geïsoleerd uit de vrucht door medewerkers van de universiteit van Wisconsin-Madison.

## Chemische structuur
Brazzeïne is een mengsel uit gelijkwaardige moleculen: 80% pGlu-brazzeïne en 20% des-pGlu-brazzeïne
. De des-pGlu-brazzein is twee keer zoeter dan de pGlu-brazzein.
Brazzeïne bestaat uit 54 aminozuren en heeft een gewicht van 6473 u.
De 54 aminozuren hebben de volgende code:
- Gln Asp Lys Cys Lys Lys Val Tyr Glu Asn Tyr Pro Val Ser Lys Cys Gln Leu Ala Asn Gln Cys Asn Tyr Asp Cys Lys Leu Asp Lys His Ala Arg Ser Gly Glu Cys Phe Tyr Asp Glu Lys Arg Asn Leu Gln Cys Ile Cys Asp Tyr Cys Glu Tyr[3]

Binnen het molecuul bevinden zich vier intramoleculaire disulfideverbindingen en het heeft een alfa-helixstructuur en drie bèta-sheets.
Op basis van de vastgestelde structuur zijn onderzoeken gedaan met gemodificeerde versies van het originele molecuul en daarbij zijn twee modificaties vastgesteld die nog eens de dubbele zoetende werking hebben als de brazzeïne.